# Diplogrammus pygmaeus
Diplogrammus pygmaeus là một loài cá biển thuộc chi Diplogrammus trong họ Cá đàn lia. Loài này được mô tả lần đầu tiên vào năm 1981.

## Phân bố và môi trường sống
D. pygmaeus có phạm vi phân bố ở Tây Bắc Ấn Độ Dương. Loài cá này được tìm thấy ở vùng biển ngoài khơi phía nam Oman; trong vịnh Oman; đảo Jana ở vịnh Ba Tư; và ngoài khơi Abu Dhabi. Mẫu vật của D. pygmaeus được thu thập ở độ sâu khoảng 14 – 17 m.

## Mô tả
Chiều dài cơ thể tối đa được ghi nhận ở D. pygmaeus là 3,7 cm.
Số gai ở vây lưng: 4; Số tia vây mềm ở vây lưng: 8; Số gai ở vây hậu môn: 0; Số tia vây mềm ở vây hậu môn: 7; Số gai ở vây bụng: 1; Số tia vây mềm ở vây bụng: 5.